# Hidden Path Entertainment
Hidden Path Entertainment — американская компания по разработке видеоигр, расположенная в Белвью, штат Вашингтон, США. Компания основана в 2006 году Майклом Остине, Джимом Гарбарини, Дэйвом МакКой, Джеффом Побст, и Марком Террано.

## Сотрудничество сValve
В 2009 году Hidden Path Entertainment начали работать с Valve Software, обновляя и поддерживая весьма успешный и хорошо оцененный критиками продукт — Counter-Strike: Source, который был выпущен в 2004 году.

## Разработка Counter-Strike: Global Offensive
В 2011 году Hidden Path Entertainment, работая с Valve, начали разработку новой части в серии Counter-Strike под названием Counter-Strike: Global Offensive. Впервые игра дебютировала на игровом фестивале PAX Prime в 2011 году. Релиз состоялся 21 августа 2012 года на Windows, PlayStation 3 и Xbox 360, позже для OS X и Linux.

## Игры
- Defense Grid: The Awakening (2008)
- Counter-Strike: Source (2009-2011)
- Counter-Strike: Global Offensive (2012)
- Age of Empires II HD (2013)
- Windborne (2014)
- Defense Grid 2 (2014)